# Kampioenschap van Zürich 1990
Het Kampioenschap van Zürich 1990 was de 77ste editie van deze wielerkoers (ook wel bekend als Züri-Metzgete) en werd verreden op 19 augustus, in en rond Zürich, Zwitserland. De koers was 240 kilometer lang, en maakte deel uit van de strijd om de wereldbeker. Aan de start stonden 185 renners, van wie 109 de finish bereikten.

## Uitslag
| Kampioenschap van Zürich 1990 |                    |         |            |
| Plaats                        | Naam               | Ploeg   | Tijd       |
| Winnaar                       | Charly Mottet      |         | 6u 07' 08" |
| 2                             | Greg LeMond        |         | z.t.       |
| 3                             | Claudio Chiappucci |         | z.t.       |
| 4                             | Marino Lejarreta   |         | z.t.       |
| 5                             | Gianni Bugno       |         | + 0' 39"   |
| 6                             | Rolf Sørensen      |         | z.t.       |
| 7                             | Franco Ballerini   |         | z.t.       |
| 8                             | Iñaki Gastón       |         | z.t.       |
| 9                             | Gilles Delion      |         | z.t.       |
| 10                            | Pedro Delgado      | Banesto | z.t.       |
|                               |                    |         |            |
| 15                            | Dirk De Wolf       |         | + 0' 55"   |
| 17                            | Frans Maassen      | Buckler | + 0' 55"   |